# Ari Borovoy
Ari Borovoy Hofman (Ciudad de México, 29 de mayo de 1979) es un cantante y actor mexicano, integrante del grupo Onda Vaselina, posteriormente llamado OV7.

## Carrera musical

### Con Onda Vaselina/OV7
Desde su inicio en 1989, formó parte de la agrupación Onda Vaselina, hasta su desintegración como OV7 en 2003. Junto a Mariana Ochoa, Lidia Ávila, Daniel Vázquez, M'balia Marichal, Oscar Schwebel y Érika Zaba interpretaron canciones como «Vámonos al mar» en el disco La Onda Vaselina, «La llorona loca» del disco Dulces para ti, «Enloqueciendo» del disco Hoy, entre otros.
Otra faceta dentro de su carrera dentro del grupo fue la de compositor, siendo uno de los principales autores de las canciones del disco 7 latidos, y además junto con Mariana Ochoa escribió la letra de «No me voy».
En 2006, se reencontró con sus excompañeros de OV7 para la premier del documental Cuatro Labios de Carlos Marcovich, el cual refleja la vida del grupo dentro y fuera del escenario durante La Gira del Adiós.
En 2010, regresó a OV7 junto a Mariana, Erika, Lidia, M'Balia y Óscar presentando su nuevo éxito «Prohibido quererme» primer sencillo del nuevo CD/DVD Primera fila que salió a la venta el 28 de septiembre de ese año.

### Como solista
En febrero de 2005 Ari presentó su primera producción discográfica en solitario titulada Ari Borovoy bajo el sello de Sony-BMG, siendo el tema «Booming» la carta de presentación de este disco, del cual Ari escribió 9 de los 11 temas incluidos en dicha producción. A finales de ese de año, se convirtió en la imagen de Perry Ellis.
En 2008, lanzó su segunda producción discográfica titulada Pasajero, bajo su propio sello discográfico Bobo Producciones, siendo la primera disquera pop independiente en México, donde también fungió como productor, distribuidor y compositor de 5 de los 8 temas y 2 remixes incluidos en el CD, siendo el primer sencillo «Vivo».

## Carrera actoral
Incursionó en la actuación en la telenovela de Televisa Clap... El lugar de tus sueños en 2003, llevando el rol protagónico junto a Ana Layevska, donde también participó su excompañera Lidia Ávila.[cita requerida]
En 2007, regresó a la actuación en la serie RBD, la familia, de Televisa. En mayo de 2008, participó en el rodaje de la cinta Deseo, que fue su primera oportunidad en cine. En junio de 2009 se incorporó a la segunda temporada de la telenovela Verano de amor, junto a Dulce María y Juan Ferrara, entre otros, en la que fue su segunda telenovela.[cita requerida]

## Vida privada
Ari inició la carrera de mercadotecnia en el Tecnológico de Monterrey, Campus Ciudad de México en 1997, pero debido a los múltiples compromisos que tenía con OV7, decidió suspender sus estudios. Después de concluida su etapa con el grupo, retomó su carrera, junto a Lidia Ávila, en la Universidad del Valle de México, Campus Lomas Verdes.[cita requerida]
El 4 de diciembre de 2010, contrajo matrimonio con Arlett Kalach, hija de un empresario textil, por lo civil. El 7 de mayo de 2013 nació su hija Luciana, que pesó 2.73 kg y midió  49 cm. El 5 de agosto de 2014, anunció que sería padre por segunda vez.

## Discografía

### Como solista
- 2005: Ari Borovoy

- 2008: Pasajero

### Con Onda Vaselina o OV7
| Álbumes de estudio - 1989: La Onda Vaselina - 1991: La Onda Vaselina 2 - 1992: Dulces para ti - 1993: La banda rock - 1995: Hoy - 1997: Entrega total - 1998: Vuela más alto - 2000: CD 00 - 2001: 7 Latidos - 2003: Punto - 2012: fOreVer7 - 2013: A Tu Lado | Álbumes en vivo - 2001: OV7 En Directo Rush - 2010: Primera Fila - 2011: En vivo Desde El Palacio De Los Deportes - 2015: OV7 & Kabah En Vivo - 2017: 90's Pop Tour |

## Filmografía

### Televisión
- Locura de amor - 2000
- Clap... El lugar de tus sueños- 2003
- RBD La Familia - 2007
- Verano de amor- 2009
- Plan B - 2015

### Cine
- Deseo - Hombre joven 2013
- Cuatro labios (documental) - 2006